# Neoeptesicus
Neoeptesicus – rodzaj ssaków z podrodziny mroczków (Vespertilioninae) w obrębie rodziny mroczkowatych (Vespertilionidae).

## Zasięg występowania
Rodzaj obejmuje gatunki występujące w Ameryce Środkowej i Południowej.

## Morfologia
Długość ciała (bez ogona) 44–69 mm, długość ogona 30–53,3 mm, długość ucha 11–19 mm, długość tylnej stopy 5,6–13 mm, długość przedramienia 30–48,9 mm; masa ciała 4,5–18 g. Występuje dymorfizm płciowy – samice są większe i cięższe od samców. Wzór zębowy: I {\displaystyle {\tfrac {2}{3}}} C {\displaystyle {\tfrac {1}{1}}} P {\displaystyle {\tfrac {1}{2}}} M {\displaystyle {\tfrac {3}{3}}} (x2) = 32.

## Systematyka
Rodzaj zdefiniował w 2023 roku brazylijsko-amerykański zespół teriologów (Brazylijczycy Vinícius Cardoso Cláudio, Roberto Leonan Morim Novaes, Marcelo R. Nogueira, João Alves de Oliveira i Ricardo Moratelli oraz Amerykanie Alfred L. Gardner, Don Ellis Wilson i Jesús Eduardo Maldonado) w artykule poświęconym rewizji taksonomicznej nietoperzy z Nowego Świata z rodzajów Eptesicus i Histiotus wraz z opisem nowego rodzaju opublikowanym w czasopiśmie Zoologia (Curitiba). Gatunkiem typowym jest (oryginalne oznaczenie) mroczek łagodny (N. innoxius).

### Etymologia
Neoeptesicus: gr. νεος neos ‘nowy’; rodzaj Eptesicus Rafinesque, 1820 (mroczek).

### Podział systematyczny
Taksony z tego rodzaju zwykle umieszczane są w rodzaju Eptesicus, jednak gatunki z Nowego Świata są bliżej spokrewnione z Histiotus niż Eptesicus. Histiotus jest uznawany za odrębny rodzaj na podstawie jego różnic morfologicznych, a Eptesicus został podzielony w 2023 roku na trzy rodzaje (Eptesicus, Cnephaeus i Neoeptesicus), aby uniknąć parafiletyczności. 
Do tak zdefiniowanego rodzaju należą następujące gatunki:
- Neoeptesicus diminutus (Osgood, 1915) – mroczek drobny
- Neoeptesicus andinus (J.A. Allen, 1914) – mroczek andyjski
- Neoeptesicus chiriquinus (O. Thomas, 1920) – mroczek inkaski
- Neoeptesicus furinalis (d’Orbigny, 1847) – mroczek argentyński
- Neoeptesicus innoxius (P. Gervais, 1841) – mroczek łagodny
- Neoeptesicus brasiliensis (Desmarest, 1819) – mroczek brazylijski
- Neoeptesicus taddeii (J.M.D. Miranda, Bernardi & Passos, 2006) – mroczek rudawy
- Neoeptesicus ulapesensis (R.T. Sánchez, Montani, Tomasco, M.M. Díaz & Barquez, 2019)
- Neoeptesicus langeri (Acosta S., Poma-Urey, Ossa-López, Rivera-Páez & Ramírez-Chaves, 2021)
- Neoeptesicus orinocensis (Ramírez-Chaves, Morales-Martínez, Pérez, Velásquez-Guarín, Mejía-Fontecha, Ortiz-Giraldo, Ossa-López & Rivera-Páez, 2021)